# Kan Mi-youn
Kan Mi-youn (en hangul: 간미연 () ; Seúl, 2 de febrero de 1982) es una cantante y actriz surcoreana. Kan se unió al grupo femenino surcoreano Baby V.O.X en octubre de 1997, que se convirtió en uno de los grupos femeninos surcoreanos más populares de la época. Kan pasó a convertirse en artista solista después de que el grupo se disolvió en febrero de 2006.

## Carrera

### 1997-2006: Baby V.O.X
Kan Mi-youn debutó en octubre de 1997 como nueva integrante del grupo femenino de primera generación Baby V.O.X, reemplazando a la ex integrante Cha Yu-Mi, quien se lesionó en el escenario durante una actuación. Kan recibió el título de "princesa" por parte de sus compañeras y fans, y era conocida por sus rasgos lindos y cómicos. Kan era considerada la principal y mejor vocalista del grupo, debido a su habilidad para alcanzar notas altas.
Tras el lanzamiento del tercer álbum de estudio de Baby V.O.X, Come Come Come Baby, su sencillo principal, Get Up, alcanzó el número uno en las listas surcoreanas, haciendo que el grupo se convirtiése en uno de los grupos musicales más importantes de Corea del Sur. El grupo ganó una amplia base de seguidores leales en Corea, China, Tailandia y otros mercados asiáticos.
A pesar de contar con una gran base de seguidores, Kan fue un blanco frecuente de los anti-fans. El incidente más impactante fue en 1999, cuando Kan fue blanco de un fanático del grupo masculino surcoreano H.O.T, quién la buscó para asesinarla. Se rumoreaba que Kan estaba saliendo con Moon Hee-joon, miembro de H.O.T, lo que atrajo a muchos anti-fanáticos y prensa negativa. Recibió un sobre que contenía hojas de afeitar y una carta que la amenazaba con matarla.

### 2006: Carrera en solitario
En 2006, Kan tomó la decisión de seguir una carrera en solitario, y firmó con H2 Entertainment, poniendo así fin a sus ocho años de actividades como miembro de Baby V.O.X. Tras su marcha, Baby V.O.X lanzó un último álbum y se disolvió.
El 15 de septiembre de 2006, Kan lanzó su primer álbum en solitario, Refreshing. El álbum trataba sobre su reflexión sobre su vida personal y su madurez como mujer.
Tras el lanzamiento de su álbum debut, y después de aprender a hablar mandarín con fluidez, Kan tomó la decisión de introducirse en el mercado musical chino.

### 2007-2009: Mercado chino
Centrándose en el mercado chino, Kan logró alcanzar un nivel de éxito significativo. Una de las hazañas más notables de Kan fue ganar un famoso concurso de canto en mandarín, 名声大震, junto con el cantante chino Anson Hu. Fue este programa el que la catapultó al estrellato, consolidándola como una artista exitosa en el mercado musical chino.
En enero de 2008, Kan lanzó una versión china de su álbum Refreshing.
Tras el terremoto de Sichuan en China, Kan colaboró junto con varios artistas asiáticos para lanzar los sencillos "Promise" y "I Love Asia", los cuales formaron parte de un proyecto de recaudación de fondos que apoyaba a las víctimas del terremoto.

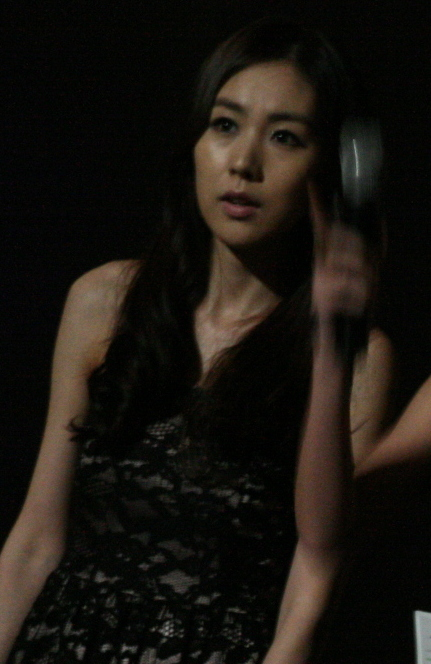
Kan en 2009

En 2009, Kan dejó H2 Entertainment y se mudó al recién entonces inaugurado sello discográfico Source Music, fundado por su en aquel entonces manager So Sung-jin.

### 2010: Regreso a Corea del Sur
El 1 de julio de 2010, Kan Mi-youn hizo su regreso a Corea del Sur después de una ausencia de tres años. A pesar de su pausa, Kan demostró que todavía estaba de moda en la industria surcoreana. Con su nuevo cabello corto y su imagen sexy, Kan lanzó su primer sencillo digital titulado Going Crazy, con Mir de MBLAQ). El video musical, en el que aparecen Lee Joon y Mir de MBLAQ, consiguió más de 200.000 visitas en menos de una hora en GomTV.
La canción resultó ser bastante exitosa y logró alcanzar el puesto número 11 en la lista musical Gaon de Corea del Sur.
El 15 de julio de 2010, Kan lanzó oficialmente su propia línea de moda llamada Kanderella. La línea se vendió en sitios web exclusivos, y se informó que estaba teniendo una gran demanda.

### 2011:WatchyObsession
El 8 de febrero de 2011, Kan lanzó un adelanto del video musical de su nuevo sencillo Sunshine, en colaboración con Junsu, un sencillo previo al lanzamiento de su próximo álbum. El vídeo musical completo y la canción se lanzaron al día siguiente.
El 14 de febrero de 2011, se lanzó un avance del video musical de su sencillo  Paparazzi. Dos días después, se lanzó el video musical completo (protagonizado por Kim Hyung-jun de SS501). El miniálbum completo, Watch, se lanzó digital y físicamente al día siguiente. Las promociones del sencillo comenzaron el 18 de febrero de 2011 en M! Countdown. La canción fue un éxito, e incluso logró colocar a Kan en los primeros lugares en las estaciones musicales, así como en las listas de música digital.
El 26 de septiembre de 2011, se lanzó un avance del video musical de la nueva canción de Kan, Won't Meet You. Dos días después, se lanzó el video musical completo, así como su segundo miniálbum, Obsession. Las promociones del sencillo comenzaron el 29 de septiembre de 2011 en M! Countdown.
El 24 de octubre de 2011, Kan reemplazó a Noh Hong-chul como DJ del programa de radio Close Friends de MBC FM4U. El programa invitaba a cantantes populares a mostrar su talento e interactuar con sus fans. Kan celebró su aniversario de 300 días de trabajo en agosto de 2012, e informó que los índices de audiencia del programa eran más altos que nunca. Kan se fue del programa y fue reemplazada por Muzie el 22 de octubre de 2012. El programa fue cancelado y reemplazado por FM Date. 

### 2014-presente
En mayo de 2014, Kan firmó un contrato con Mako Amusement para promover su carrera musical y actoral. Se unió a su compañera exmiembro de Baby V.O.X Shim Eun-jin, quien también firmó con Mako.

## Vida personal
Kan se casó con el actor Hwang Ba-wool el 9 de noviembre de 2019, después de tres años de noviazgo.

## Discografía

### Álbumes de estudio
| Título | Detalles del álbum | Posiciones máximas en los gráficos | Posiciones máximas en los gráficos |
| Título | Detalles del álbum | COR </ref>                         | CHI                                |
| --- | --- | ---------------------------------- | ---------------------------------- |
| Refreshing | - Fecha de lanzamiento: 19 de septiembre de 2006 (COR) - Etiqueta: Stone Music Entertainment - Formatos: CD, descarga digital | —                                  | —                                  |
| Refreshing | - Fecha de lanzamiento: 12 de febrero de 2008 (CHI) - Etiqueta: Stone Music Entertainment - Formatos: CD, descarga digital    | —                                  | —                                  |
| "—" denota lanzamientos que no aparecieron en las listas o que no se lanzaron en esa región. Nota: El Gráfico Gaon se estableció en febrero de 2010. Los lanzamientos anteriores a esta fecha no tienen datos en las listas. | |                                    |                                    |

### Extended plays
| Título    | Detalles del álbum | Posiciones máximas en los gráficos | Ventas              |
| Título    | Detalles del álbum | COR                                | Ventas              |
| --------- | --- | ---------------------------------- | ------------------- |
| Watch     | - Fecha de lanzamiento: 21 de febrero de 2011 - Etiqueta: Source Music, Genie Music - Formatos: CD, descarga digital    | 8                                  | - COR: más de 1,839 |
| Obsession | - Fecha de lanzamiento: 29 de septiembre de 2011 - Etiqueta: Source Music, Genie Music - Formatos: CD, descarga digital | 21                                 | - COR: más de 1,309 |

### Sencillos
| Título                          | Año  | Posiciones más altas en los gráficos | Álbum              |
| Título                          | Año  | COR </ref>                           | Álbum              |
| ------------------------------- | ---- | ------------------------------------ | ------------------ |
| "Winter"                        | 2007 | —                                    | Sencillo sin álbum |
| "Sunshine (feat. Junsu)"        | 2011 | 82                                   | Watch              |
| "Good Love"                     | 2011 | 73                                   | Feeling Project #1 |
| "The Day the Light Disappeared" | 2011 | 96                                   | Feeling Project #2 |
| "Lose You"                      | 2012 | 62                                   | Feeling Project #3 |

### Sencillos promocionales
| Título                      | Año  | Posiciones máximas en los gráficos | Álbum     |
| Título                      | Año  | COR                                | Álbum     |
| --------------------------- | ---- | ---------------------------------- | --------- |
| "Going Crazy (feat. Mir)"   | 2010 | 11                                 | Watch     |
| "Paparazzi"(feat. Eric Mun) | 2011 | 15                                 | Watch     |
| "Won't Meet You"            | 2011 | 43                                 | Obsession |

## Videografía

### Videos musicales
| Título                    | Año  |
| ------------------------- | ---- |
| "Old Woman"               | 2006 |
| "Kiss"                    | 2006 |
| "여우별"                  | 2007 |
| "如果, 可以爱你"          | 2008 |
| "陷入爱里面"              | 2008 |
| "巴黎铁塔"                | 2008 |
| "너에게 약속하는 7가지"   | 2008 |
| "情"情场大片"             | 2008 |
| "Going Crazy" (feat. Mir) | 2010 |
| "Sunshine (feat. Junsu)"  | 2011 |
| "Paparazzi"               | 2011 |
| "Good Love"               | 2011 |
| "Won't Meet You"          | 2011 |
| "Us That Day"             | 2015 |

## Filmografía

### Películas
| Año  | Title           | Papel            | Notas            |
| ---- | --------------- | ---------------- | ---------------- |
| 2010 | Nana's Rose War | Ping Guo (Apple) | Papel secundario |
| TBA  | Hantang         | [ 35 ]           |                  |

### Series de televisión
| Año  | Título                           | Papel                   | Notas                       |
| ---- | -------------------------------- | ----------------------- | --------------------------- |
| 2002 | Nonstop 3                        | Ella misma              | Papel secundario            |
| 2012 | The Strongest K-Pop Survival     |                         | Aparición especial          |
| 2015 | Eve's Love                       | Oh, Bit-na              | Aparición cameo             |
| 2015 | Kill Me, Heal Me                 | La novia de Shin Se Gi  | Cameo (Ep. 1)               |
| 2016 | Moorim School: Saga of the Brave | Yoo-di                  | Papel secundario            |
| 2016 | Memory                           | La exnovia de Young-Jin | Invitado                    |
| 2017 | Missing 9                        |                         | Papel secundario            |
| 2017 | Hit the Top                      | Ha Soo Young            | Aparición especial (Ep. 16) |

### Programas de variedades
| Año  | Título              | Notas                                             |
| ---- | ------------------- | ------------------------------------------------- |
| 2008 | 간미연의 트렌드섹션 |                                                   |
| 2010 | 여자만세            |                                                   |
| 2017 | King of Mask Singer | Concursante como "Mrs. Curie" (Episodios 123-124) |
| 2021 | Goal Girl           | Miembro del reparto Temporada 2                   |